# Surfers Paradise Meter Maids

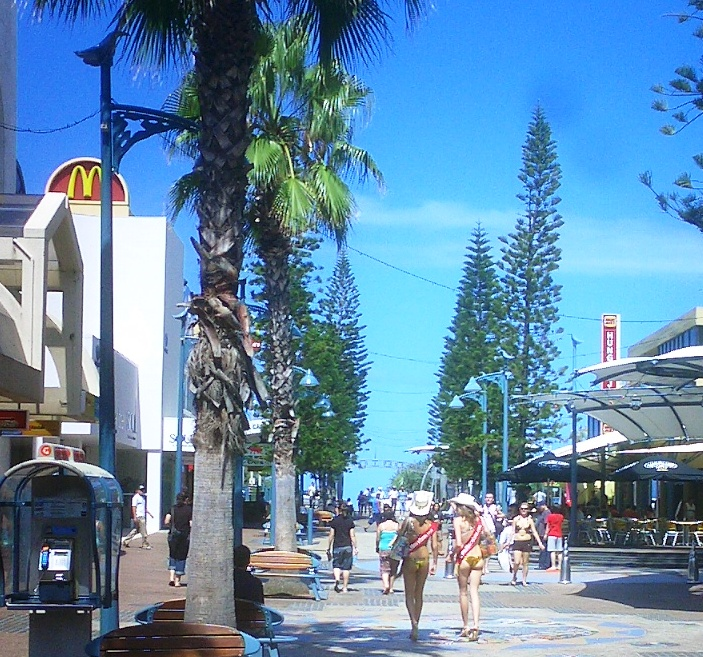
Meter Maids auf der Cavill Avenue

Surfers Paradise Meter Maids sind junge Frauen in knapper Bekleidung, die in Surfers Paradise, einem Tourismuszentrum an der australischen Ostküste und Stadtteil von Gold Coast im Bundesstaat Queensland, seit 1965 die lokalen Parkuhren auffüllen. Die ursprünglich als Protest gegen die Parkraumbewirtschaftung gedachte Aktion hat sich mittlerweile etabliert und gilt als Imageträger der Region.
Der Begriff Meter Maid (wörtlich Parkuhrzofe) bezeichnet insbesondere im amerikanischen Englisch Politessen, wird aber hier gegen die Ordnungshüter gewendet.

## Hintergrund

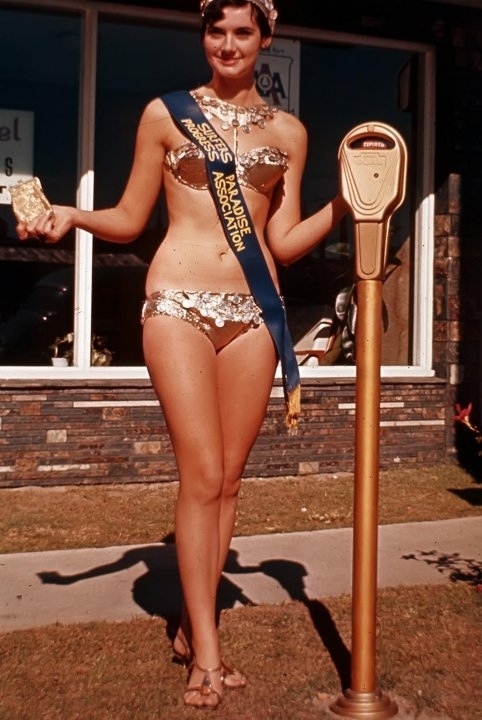
Meter Maid im klassischen Outfit (1970)

Surfers Paradise ist trotz des seit 1933 gewählten Namens keineswegs attraktiv für Surfer, der Wellengang an den kilometerlangen Sandstränden ist eher gering. Es gilt als familienfreundliches Ferienziel für Strandurlaub und hat ein großes Einkaufszentrum direkt am Zugang zum Strand. Trotz des durchaus vorhandenen Nachtlebens waren die lokalen Stadtoberen (vgl. Bruce Small) auf ein eher braves Image bedacht. Es gibt auch keine Straßenprostitution. Dessen ungeachtet wurden die Meter Maids 2014 in einer stadtplanerischen Monographie zur (Hyper-)Sexualisierung des urbanen Stadtraums als australisches Musterbeispiel angeführt.

## Geschichte

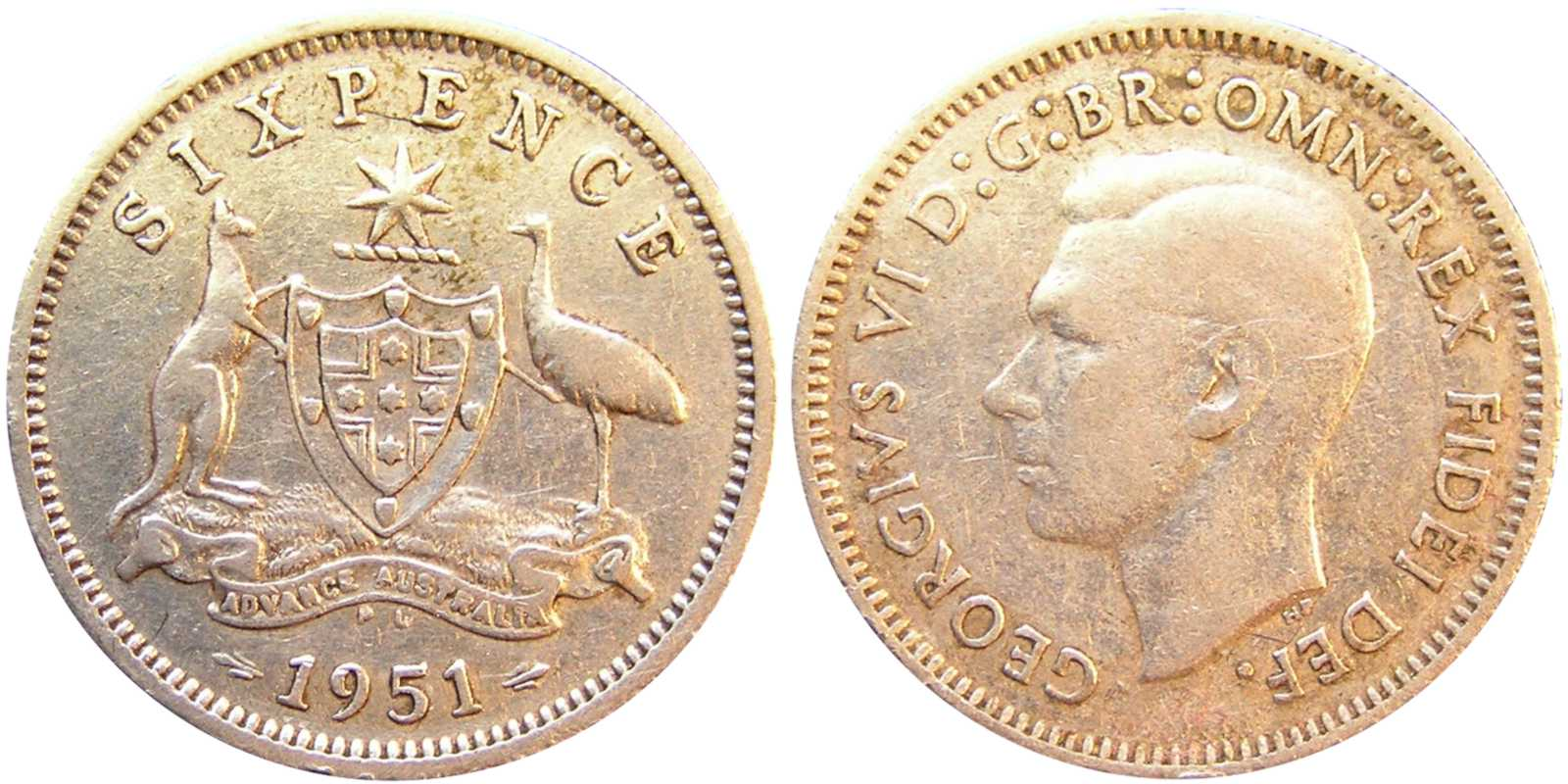
Eine Sixpence-Münze von 1951

1965 führte die Stadt die Parkraumbewirtschaftung ein. Einige lokale Geschäftsleute, allen voran Bernie Elsey, protestierten dagegen. Elsey gründete die Surfers Paradise Progress Association und ließ einige knapp bekleidete Mädchen abgelaufene Parkuhren mit einer 6-Pence-Münze nachfüllen. Dazu versahen sie das Fahrzeug jeweils mit einer Visitenkarte der Vereinigung und einem Hinweis auf die ersparte Strafe von damals einem Pfund. Die Aktion wurde bekannt und wegen der guten Publicity trotz des Verstoßes gegen die Regeln der Parkraumbewirtschaftung geduldet. Die erste Maid, Annette Welch, wurde wegen ihres Jobs von ihrer Großmutter enterbt, heiratete aber einen lokalen Immobilienmogul.
Im selben Jahr, in Wechselwirkung mit Surfers Paradise, wurden im neuseeländischen Badeort Rotorua ebenso Meter Maids eingeführt, die in Maorikostümen auftraten und ebenso abgelaufene Parkuhren auffüllten und Tourismuswerbung betrieben. Die erste neuseeländische Meter Maid, June Northcroft Grant, wurde später als Galeristin, Künstlerin und Autorin bekannt. Die Kostüme galten als wenig authentisch, die Meter Maids führten in Neuseeland zu lokalen Kontroversen; die Aktion wurde nicht weitergeführt.

## Entwicklung
Zunächst waren die Maids im Surfers Paradise mit einer Tiara und einem Goldlamébikini ausgestattet. Mittlerweile haben sie einen Akubrahut, eine Schärpe, hochhackige Schuhe und den ein oder anderen Werbeträger auf der Kleidung oder mitgeführten Taschen. 1967 nahm Bruce Small, der damalige Bürgermeister, die Meter Maids mit auf eine Werbetour, nachdem ein Wirbelsturm den Tourismus eine Zeitlang lahmgelegt hatte. Small war zuvor als Fahrradhändler und mit Immobiliengeschäften zu Geld gekommen. Er hatte einige Mangrovensümpfe gekauft und als Bauland erschlossen. In Begleitung der Meter Maids und seines Pudels Mimi machte er Promotionstouren durch verschiedene Länder und schreckte ebenso nicht davor zurück, an Tanz-Marathons teilzunehmen und auf einem Hochrad eine Parade durch Surfers Paradise zu veranstalten. Durch all diese Aktionen wurde die Gold Coast zu einer international bekannten Touristenhochburg, Small ebenso zum Ritter geschlagen, aber 1978 nach einigen Skandalen zum Rücktritt gezwungen.
Zeitweise wurden die Maids über die lokale Handelskammer finanziert. Nachdem sich zwei der Maids, Roberta Aitchison und Melinda Stewart, 1990 im Männermagazin Penthouse entblättert hatten, entfiel diese Förderung. Penthouse Australien hatte den beiden für die Nacktaufnahmen eine damals für Nichtprominente sehr hohe Vergütung bezahlt. Die Aufnahmen wurden unter anderem auch als Titelgeschichte bei der Melbourne Truth, einer australischen Boulevardzeitung, verwendet. Die beiden Frauen führten das Maidengeschäft in privater Regie fort und kauften auch eine lokale Konkurrentin auf. Der Kleinkrieg mit dieser hatte zuvor erhebliche Presseresonanz gefunden. Den Maids war zuvor auch verboten worden, mit dem Verkauf von Werbeartikeln (u. a. Bierdosen- und Flaschenhalter für Stubbis) zusätzlich Geld zu verdienen.
Es gibt ein Museum zur Geschichte der Maids. Da das Auftreten der Maids teilweise als nicht mehr zeitgemäß empfunden wurde, wurde versucht, sie durch Hostessen in Khaki mit Gratissonnencremeproben zu verdrängen. Der lokale Tourismusverband schlug die Verwendung von etwas reichlicher bekleideten Hostessen bei Werbung im Umfeld vor, um gegen ein vermeintlich billiges Image anzugehen. Roberta Aitchison meint hingegen, das Outfit der Maids sei zentral für das Image. Die Handelskammer findet Bikinis im Strandumfeld völlig angemessen, bevorzugt aber etwas gedecktere Kleidung bei Messen und Konferenzen, etwa im Melbourne Convention and Exhibition Centre in Australiens Hauptstadt.

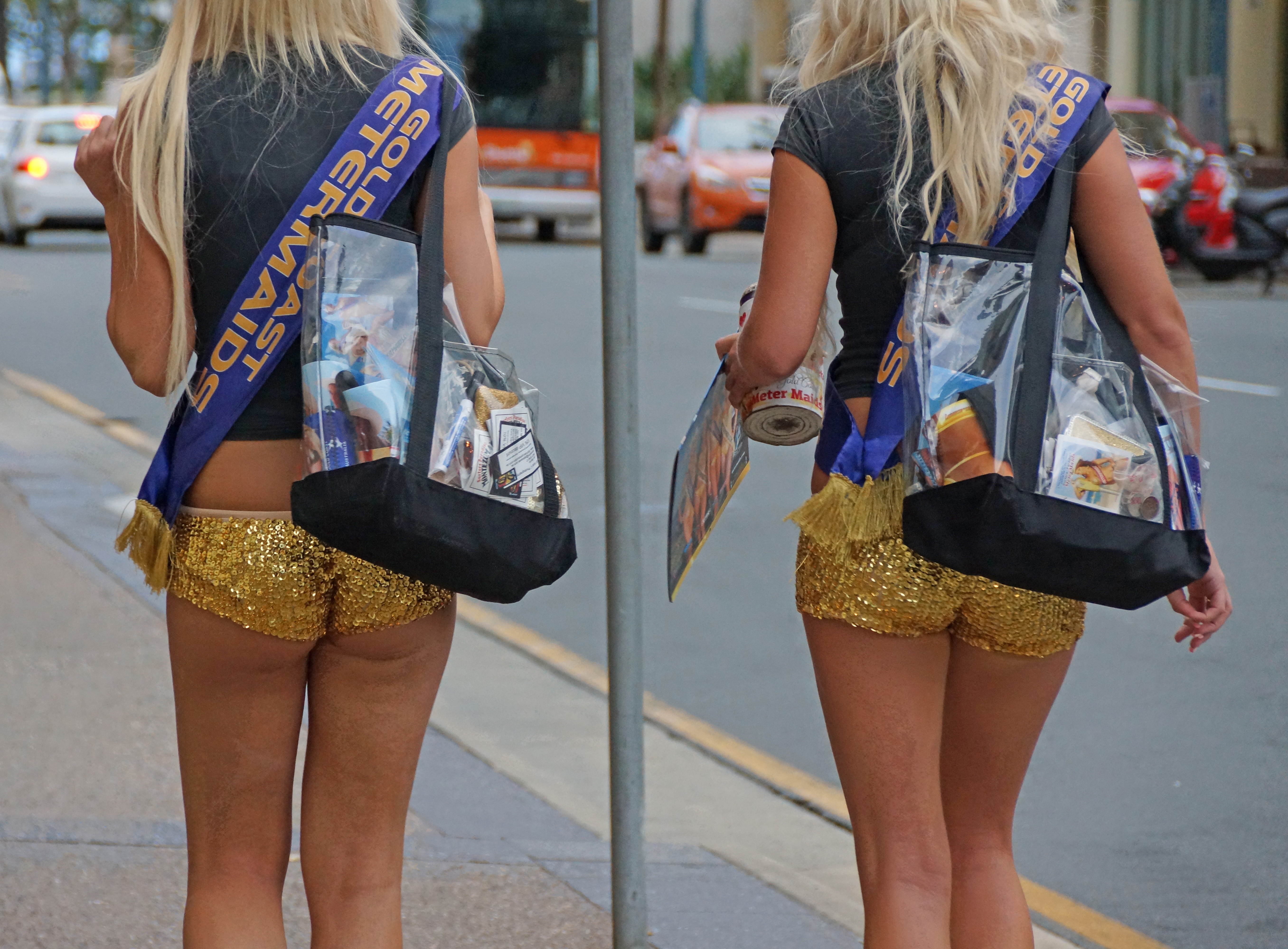
Zwei Maids im Jahr 2012
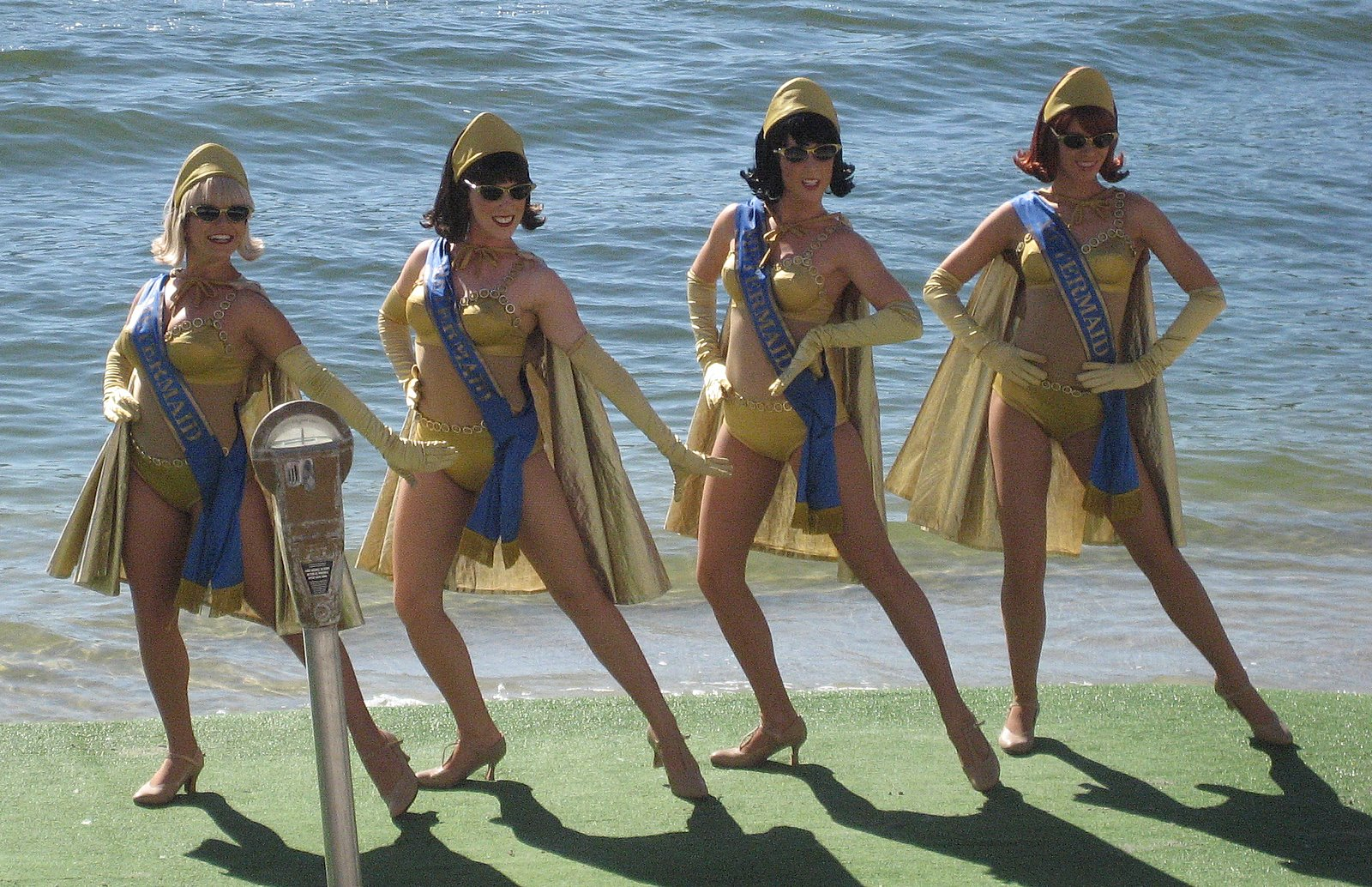
Tänzerische Wiedergabe bei einer Show 2015